# Вілем Мрштік
Вілем Мрштік (чеськ. Vilém Mrštík, 14 травня 1863, Їмрамов, Моравія, Австрійська імперія — 2 березня 1912, Діваки, Австро-Угорщина) — чеський романіст, драматург, перекладач і літературний критик. Представник чеського реалізму в літературі.

## Життя і творчість
Народився другим з чотирьох синів чоботаря Алоїса і швачки Франтішки. Частину свого дитинства разом із братами — Алоїсом (1861-1925), Франтішком (1865-1909) і Норбертом (1867-1905) - провів у селі Островачіце (від 1869-го), а згодом і в Брно, куди 1875 року переїхала родина. Тут він почав своє навчання в гімназії, яке успішно закінчив у Празі (1885). 22-річним юнаком мав намір зайнятися живописом в Академії мистецтв, але з матеріальних причин почав вивчати право. Втім, після року студій залишив празький університет, остаточно присвятивши себе журналістиці і літературі.
Був підписантом маніфесту чеського модернізму (1895). Відомий як один із перекладачів і пропагандистів російського реалізму (Федора Достоєвського, Івана Тургенєва, Льва Толстого), творчості українця Миколи Гоголя, а також французьких реалістів, особливо Еміля Золя і Гі де Мопассана. Літературно-критичні статті публікував у чеській періодиці (Rozhled, Lumír, Zlatá Praha, Národní listy, České revue, Moravskoslezská revue). Зокрема, актуальною й до тепер залишається полемічна брошура «Bestia triumphans» (Звір тріумфуючий, 1897), в якій автор порушив гострі питання охорони пам'яток Праги (обкладинку витворила Зденка Браунерова, з якою мав близькі стосунки і навіть був заручений).
Оприлюдненням натуралістичної драми «Пані Урбанова» (Paní Urbanová, 1889) Вілем Мрштік став своєрідним популяризатором правдивого зображення реальності в літературі, водночас виступив за звільнення літератури від виховної функції. П'єса зображувала трагічний результат нещасного шлюбу в межах традиційного любовного трикутника, викривала провінційне оточення з їх соціальними і моральними проблемами, як-от поблажливість до азартних ігор, алкоголю і нездійсненність мрій через витрачені бажання й розчарування. Головна героїня, пані Урбанова, є самодостатньою жінкою з власними моральними засадами, різкою і пристрасною водночас, яка сама вирішує, чи заслуговує чоловік на її вірність чи ні. Ключове питання драми — необхідність вибору між сексуальним бажанням і моральною гідністю. 
Найвідомішими з творчого доробку Вілема Мрштіка є так звані празькі студентські романи на моравському тлі. Дебютний роман «Санта Лючія» (Santa Lucia, 1893) розповідає про трагічне життя бідного студента Їржі Йордана, якого згубна Прага знищує фізично, а відтак головний герой, втративши будь-яку надію, помирає в злиднях від сухот.
Лірична нота простежується в його другому імпресіоністичному романі «Травнева казка» (Pohádka máje, 1892). Історія щасливого кохання навіженого студента Ріхарда Ґреґора (Ріші) до доньки лісника шістнадцятирічної Гелени стала класикою, що знайшла позитивний відгук у широкої публіки. Крім численних перевидань, цей твір був двічі втілений на екрані (1926 року як німий фільм режисера Карела Антона і 1940-го — режисера Отакара Ваври), двічі на театральній сцені (1942 року — режисерами Богушем Стейскалом і Бедржихом Врбським, 1955-го — Лібором Плевою), а також на оперній сцені (1950 року в Національному театрі Праги, лібретто Ярослава Квапіла).
Останній незакінчений роман «Зумри» (Zumři), теж зі студентського середовища, над яким письменник працював із середини 90-х років 19 ст., друкувався частинами у періодиці і став своєрідним передвісником трагічного кінця автора. Еміль Зумр – це фактично сам прозаїк, а окремі рядки з оповіді схожі на його інтимний щоденник: «він жив, щоб забути, і забував, щоб жити»; «у нього не було мети, а все ж він прагнув чогось»; «мав розмах орлиних крил, однак плазував по землі, як черв'як»; «душа сповнена музики – і жодної скрипки в руках».
Паралельно з великими формами з'являється і мала проза, що включена до циклу «Тіні» (Stíny, 1893) та «Замальовки» (Obrázky, 1894). У цих мініатюрах особливо відчутна прихильність письменника до образотворчого мистецтва.

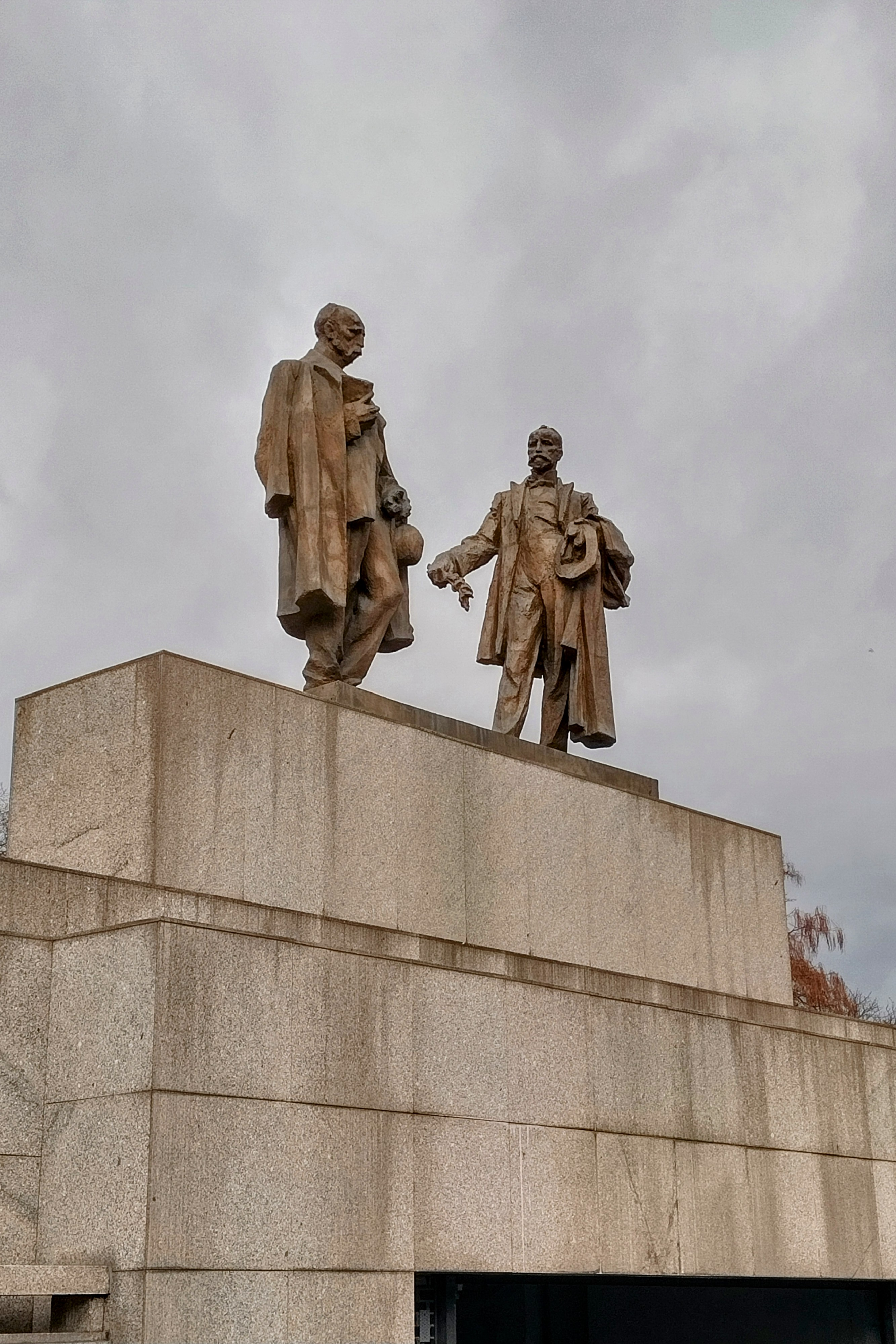
Пам'ятник братам Алоїзу та Вілему Мрштік біля театру Яначека у Брно

Частина літературних творів була створена в унікальному співробітництві з братом Алоїсом Мрштіком. Найбільш важливим результатом цієї співпраці стала драма про трагічну долю сільських жінок «Маріша» (Maryša, 1894), що вважається вершиною чеської реалістичної драми. В основу п'єси лягла історія реальної жінки Марії Туркової з Тєшан, яку видали заміж проти її волі за багатого вдівця. Нещасливий шлюб врешті-решт переростає в бунтівний акт - убивство чоловіка. Про популярність книги серед читачів свідчить хоча б той факт, що тільки за життя братів Мрштіків «Маріша» витримала 12 видань!
У видавництві «Дешева національна бібліотека» вийшли їхні спільні словацькі оповідання «Бавлнкові жінки та інші історії» (Bavlnkovy ženy a jiné povídky, 1897). Ключовий твір, який дав назву збірці, найкраще характеризує цитата: «Перша жінка від Бога, друга - від людей, третя - від диявола». До позитивних сторін сільських історій з моравського середовища тогочасні критики відносили широке використання діалекту в діалогах осіб і колоритні описи пережитого, однак сюжетна лінія, на їхню думку, була позбавлена будь-якої дієвості. Долучився Вілем Мрштік і до написання дев'яти томів братової хроніки «Рік у селі», видану вперше в 1903—1904 роках.
У 1904 році одружився з літературно обдарованою Боженою Пацасовою (1876—1958) родом з Гейчіна (нині Оломоуц). На основі первісної версії п'єси дружини створив однойменну драму в п'яти діях «Агнеса» (Anežka, перше видання і прем'єра в Національному театрі Праги 1912 року). Перед читачами і театральною публікою постає у повний зріст трагічний любовний зв'язок, в епіцентрі якого точиться боротьба розуму з почуттями: художник задля реалізації своїх творчих мрій приносить у жертву кохання і життя люблячої дівчини.  
Через матеріальні нестатки останні роки життя Вілем провів у селі Діваки в Густопече (з 1892 року), де його брат Алоїс працював директором школи. Тут він страждав через відлучення від літературного центру, однак візит до Франції та Росії викликав у його свідомості «навернення до Моравії», до національних цінностей. Ідея, що саме Моравія є найбільш самобутньою слов'янською країною, пізніше (1907-1910) стане лейтмотивом спільної з братом праці в журналі Moravskoslezská revue (Моравсько-сілезький журнал).
Довгий час Вілем Мрштік страждав від психічного захворювання, коли напади меланхолії змінювалися важкою депресією і параноєю. Зокрема, його жахала уява про тривале й болісне вмирання, а також те, що односельці нібито постійно стежать за ним. Подібні параноїдальні розлади тільки поглибили наявну творчу кризу, а відтак прийшло розчарування у власній літературній діяльності, позаяк його творчому доробку не приділялося достатньої уваги в празьких літературних колах. Зрештою, це призвело до того, що на початку весни 1912 року письменник наклав на себе руки. Старший брат Алоїс пережив його на тринадцять років.
Твори чеського прозаїка і драматурга в перекладах українською мовою окремими виданнями наразі не з'являлися.